# Bernezzo
Bernezzo (piemontesisch Bërness, okzitanisch Berness) ist eine Gemeinde in der italienischen Provinz Cuneo (CN), Region Piemont. Die Gemeinde ist Teil der Bergkummune Comunità montana Valli Grana e Maira.

## Lage und Einwohner
Bernezzo liegt knapp 10 km westlich vom Stadtzentrum der Provinzhauptstadt Cuneo entfernt. Das Gemeindegebiet umfasst eine Fläche von 25,84 km² und hat 4271 Einwohner (Stand 31. Dezember 2024). Zur Gemeinde zählen auch die beiden Fraktionen (Frazioni) San Rocco und Sant’Anna.
Die Nachbargemeinden sind Caraglio, Cervasca, Rittana, Roccasparvera und Valgrana.

## Geschichte

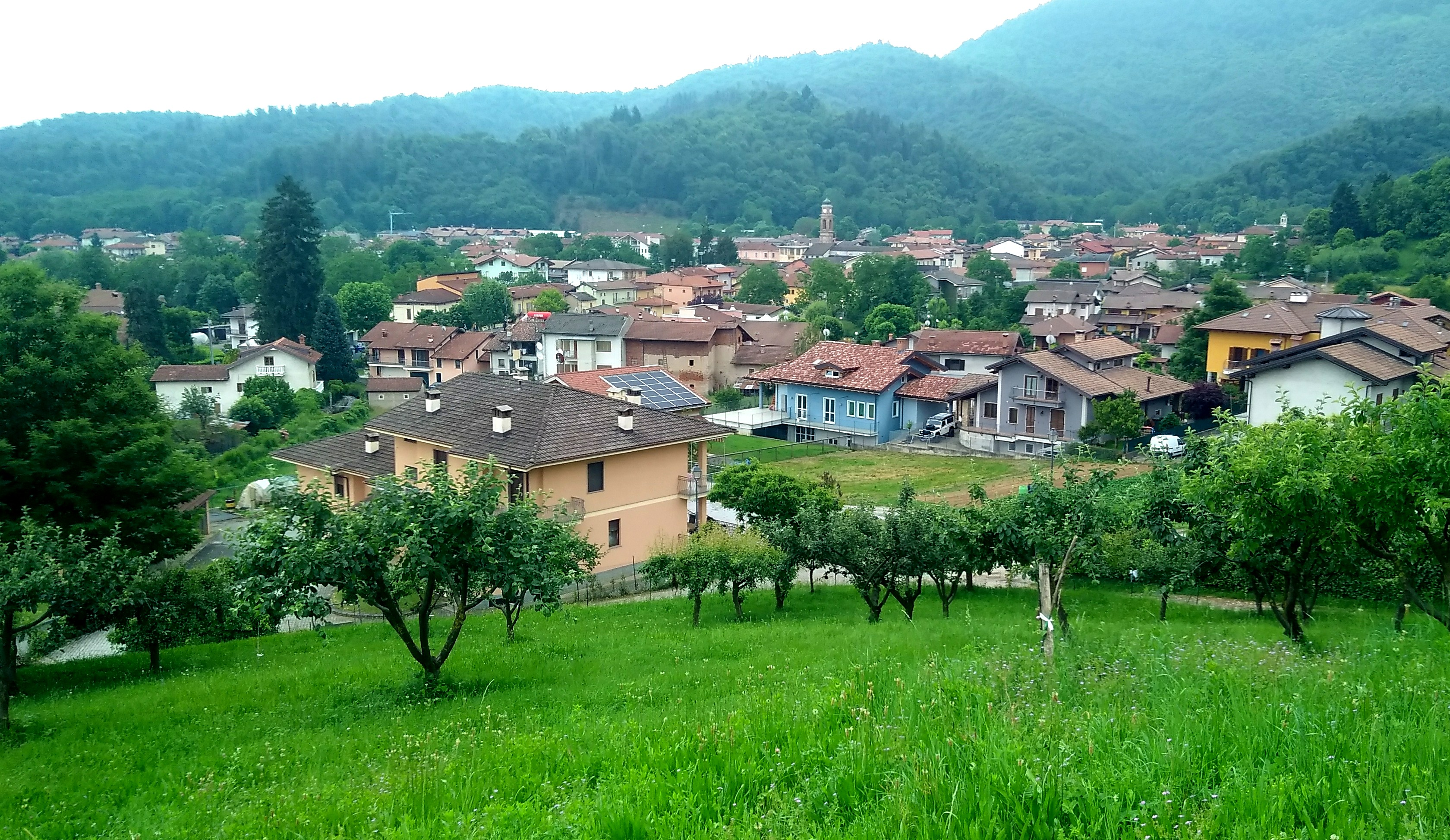
Panorama

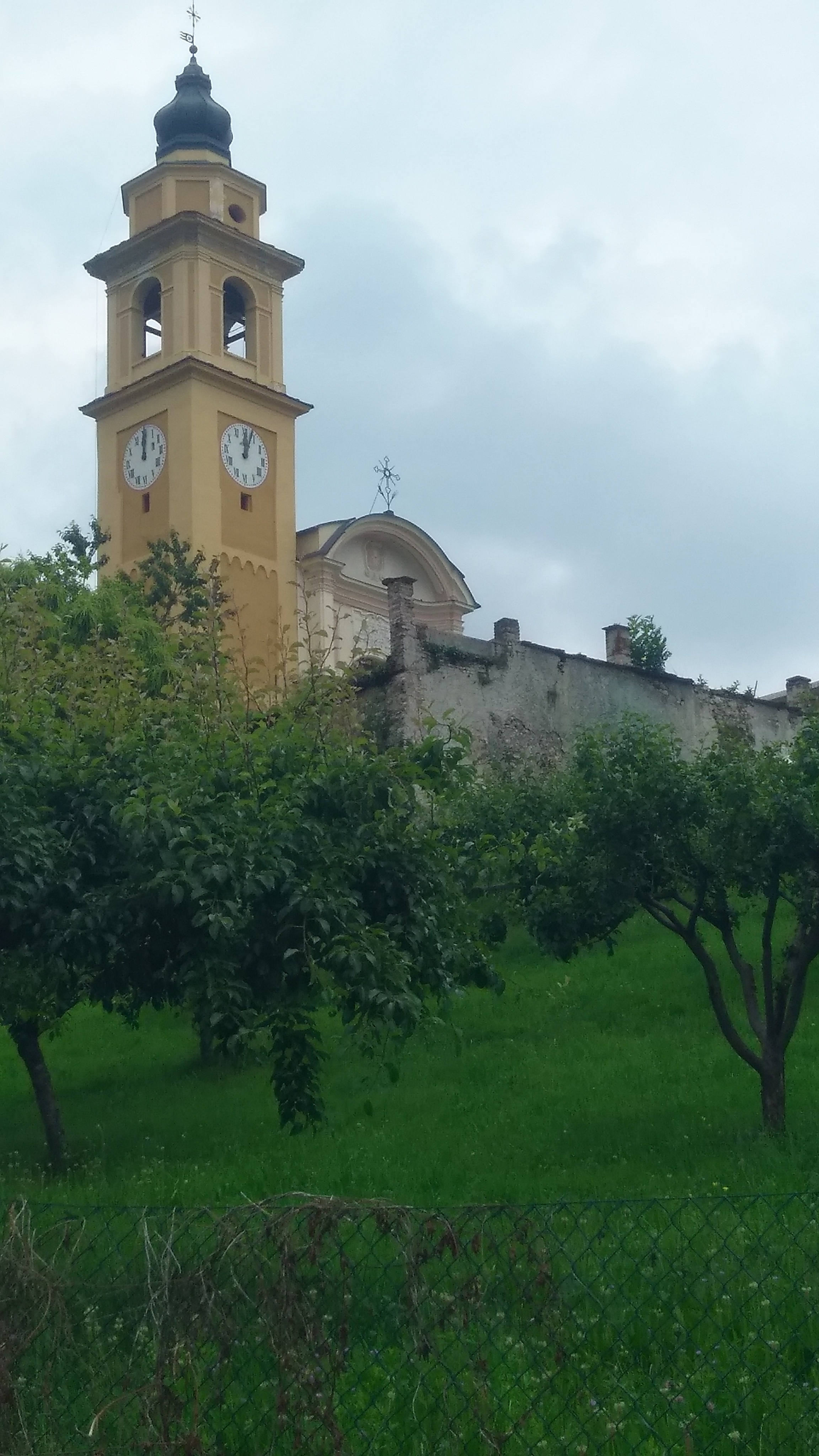
Kirche

In der Gegend siedelten sich Bauerngemeinschaften an. Die ersten Dokumente über die Stadt stammen aus dem Jahr 1000 und beschreiben sie als eine kleine landwirtschaftliche Gemeinde, die sich nicht von benachbarten Städten wie Caraglio, Cervasca oder Sant’Anna unterscheidet. Der Ortsname, der in Urkunden des 12. und 13. Jahrhunderts in den Formen „Brenetius“, „Brenecius“, „Brenesius“, „Bernetius“, „Bernecius“ und „Bernecus“ vorkommt, ist im 15. Jahrhundert als „Bernez“ bezeugt und leitet sich wahrscheinlich von einem germanischen Stab ab, vielleicht „Bernizo“ oder „Berno“. Als Teil des Auriate-Komitees gehörte es später den Markgrafen von Busca, deren Nachfolger die Familie Vignolo war, aus der die örtliche Adelsfamilie hervorging.
In der ersten Hälfte des 13. Jahrhunderts wurde es dem Grafen Tommaso I. von Savoyen geschenkt, der es Manfredi III. von Saluzzo übergab. Lange Zeit von den Markgrafen von Saluzzo, den Acaia, den Anjou, den Visconti und den Savoyen umstritten, wurde es in der zweiten Hälfte des 14. Jahrhunderts Teil des Besitzes des Hauses Savoyen, dessen Ereignisse es verfolgte.
Unter den historisch-architektonischen Zeugnissen sind die Ruinen der mittelalterlichen Burg, die Pfarrkirche Madonna del Rosario im gotischen Stil und die ehemalige Pfarrkirche St. Peter und Paul erwähnenswert. Auch die Kirche der Annunziata-Bruderschaft, die Kirche San Rocco aus dem 17. Jahrhundert und die Kirche Sant’Anna aus dem 18. Jahrhundert in den gleichnamigen Ortschaften, gehören zu den wertvollen Bauten der Gemeinde.
Während des Ersten Weltkriegs erlitt Bernezzo das gleiche Schicksal wie viele italienische Täler. Es erlitt einen drastischen Bevölkerungsrückgang, da Familien, denen die Arbeitskraft für die Bewirtschaftung des Landes entzogen war, es vorzogen, in die Ebene zu ziehen. Während des Zweiten Weltkriegs stellte er viele junge Männer für den verheerenden Russlandfeldzug. Ein Ereignis, das in der gesamten Provinz Cuneo tiefe Spuren hinterließ, sodass es Teil der Volkskultur dieser Länder wurde. Von 1943 bis Kriegsende wurde es zum Anlaufpunkt für die Partisanen, die von der örtlichen Bevölkerung Hilfe und Schutz erhielten.